# キルバーン・パーク駅
キルバーン・パーク駅（キルバーン・パークえき、英語：Kilburn Park tube station）は、ロンドン中心部北西、ブレント区のキルバーンにあるロンドン地下鉄の駅である。当駅はベーカールー線クイーンズ・パーク駅とメイダ・ヴェール駅の間に位置する。トラベルカード・ゾーン2に含まれる。駅舎は第2級文化財指定建築である。当駅はキルバーン・ハイ・ロードがメイダ・ヴェールに名前を変える場所から約100 m北のケンブリッジ・アヴェニュー上にある。

## 歴史
当駅は1915年1月31日、ロンドン電気鉄道の一路線だったベーカールー・チューブがパディントン駅からクイーンズ・パークまで延伸する際、仮の終点として開業している。開業11日後の1915年2月11日には当駅からクイーンズ・パーク駅までの区間が開業し、当駅は路線の途中駅となった。当駅が開業した時点ではメイダ・ヴェール駅の工事は完了しておらず、1915年6月6日まで南隣はワーウィック・アヴェニュー駅だった。当駅駅舎はロンドン電気鉄道の建築家スタンレー・ヒープスが設計したもので、レスリー・グリーンが設計した、赤い釉薬をかけたテラコッタブロックで表面が飾られ、大きな半円形の窓が上階に設けられたベーカールー・チューブの標準的駅の設計をもとにしたものである。エレベーターのかわりにエスカレーターを設置した最初期の駅のうちの一つである。

## 他の交通機関との接続
ロンドンバス31、32、206、316、328、632、深夜バスN28、N31が当駅を経由するほか、ロンドン・オーバーグラウンドのキルバーン・ハイ・ストリート駅が当駅徒歩圏にある。

## ギャラリー

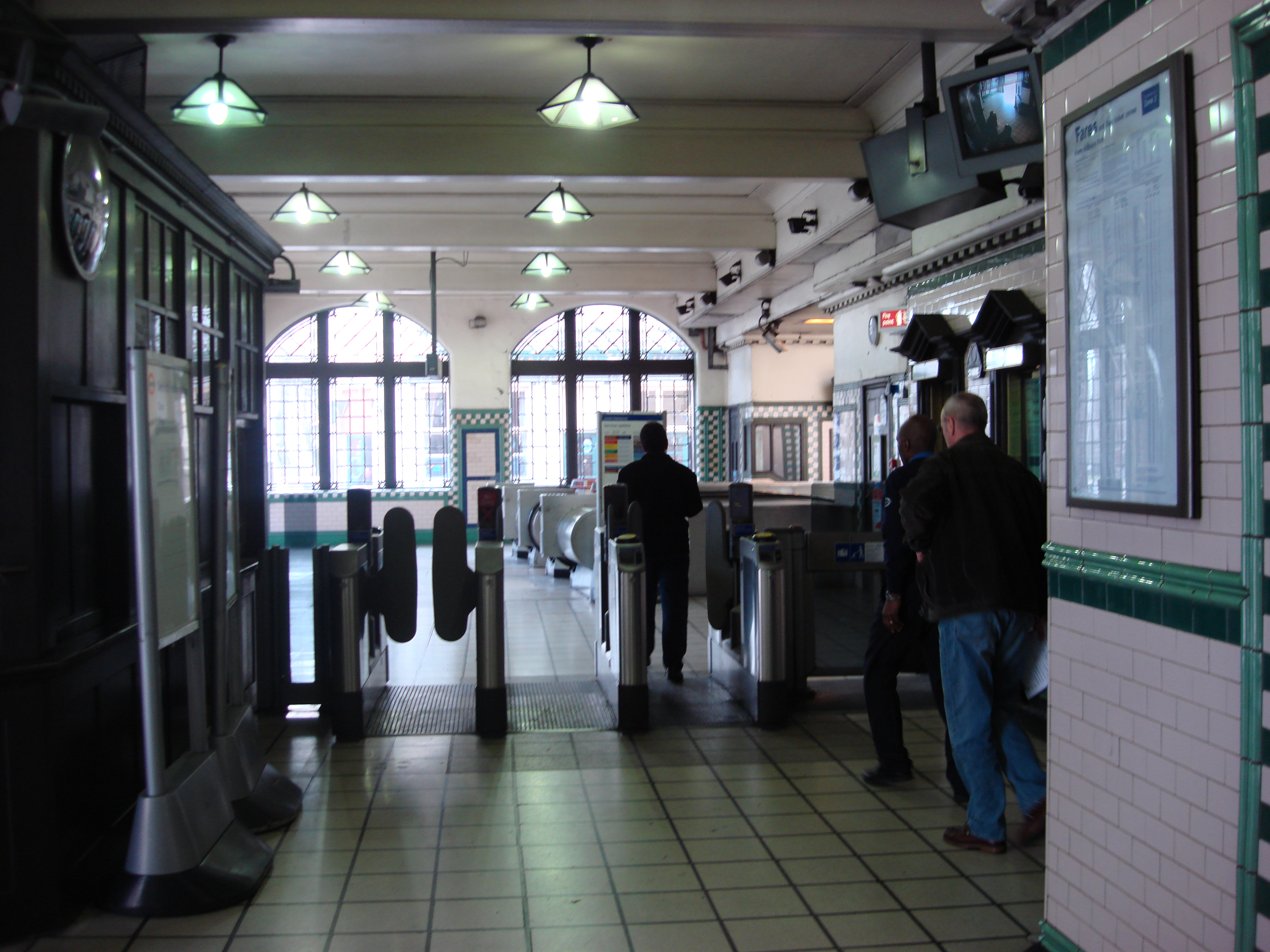
改札階
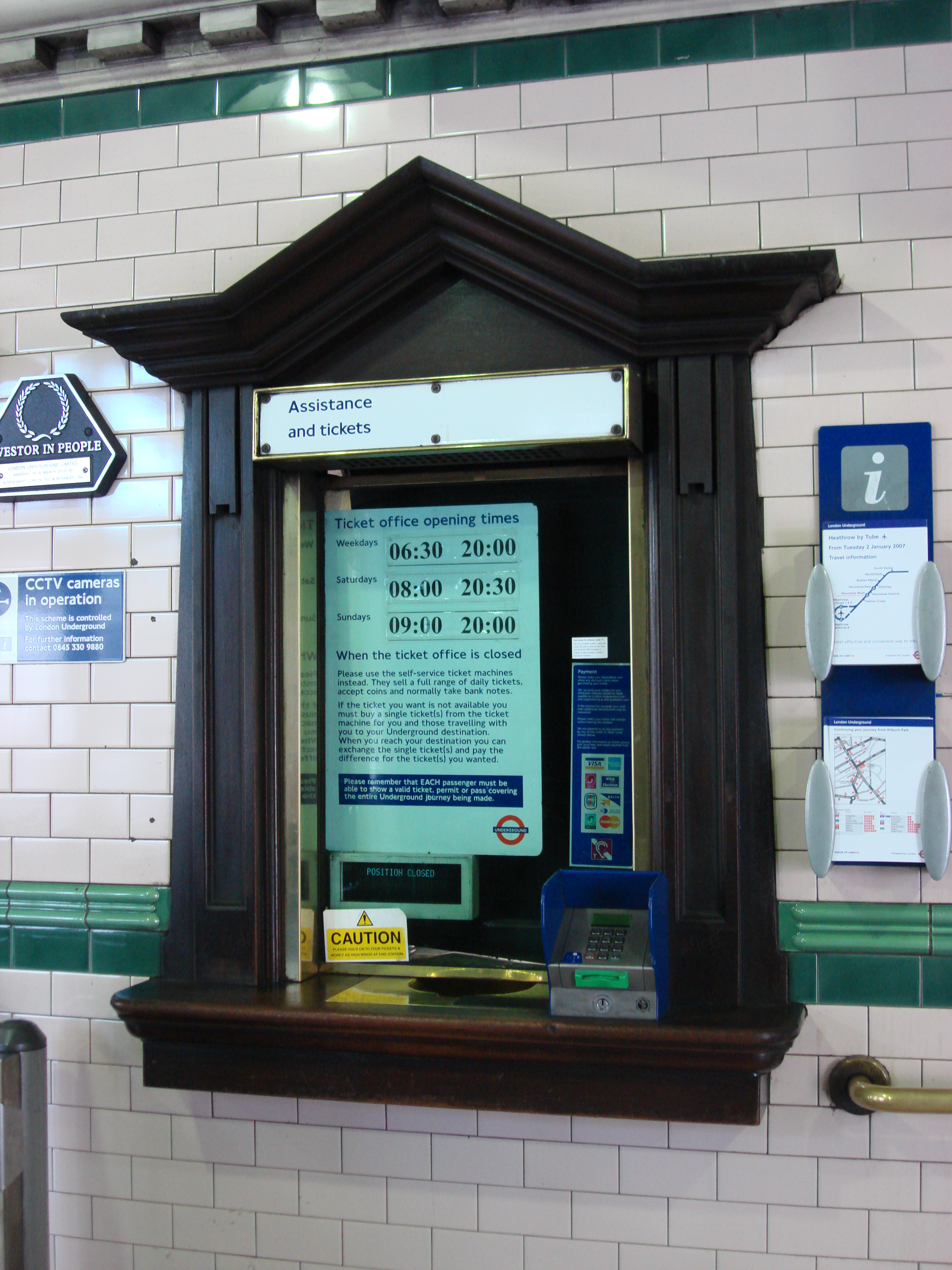
出札口
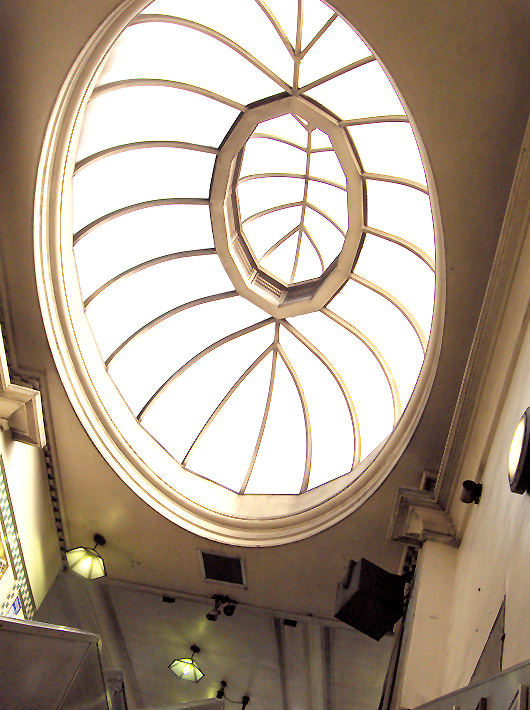
エスカレーター上のドーム状の天窓
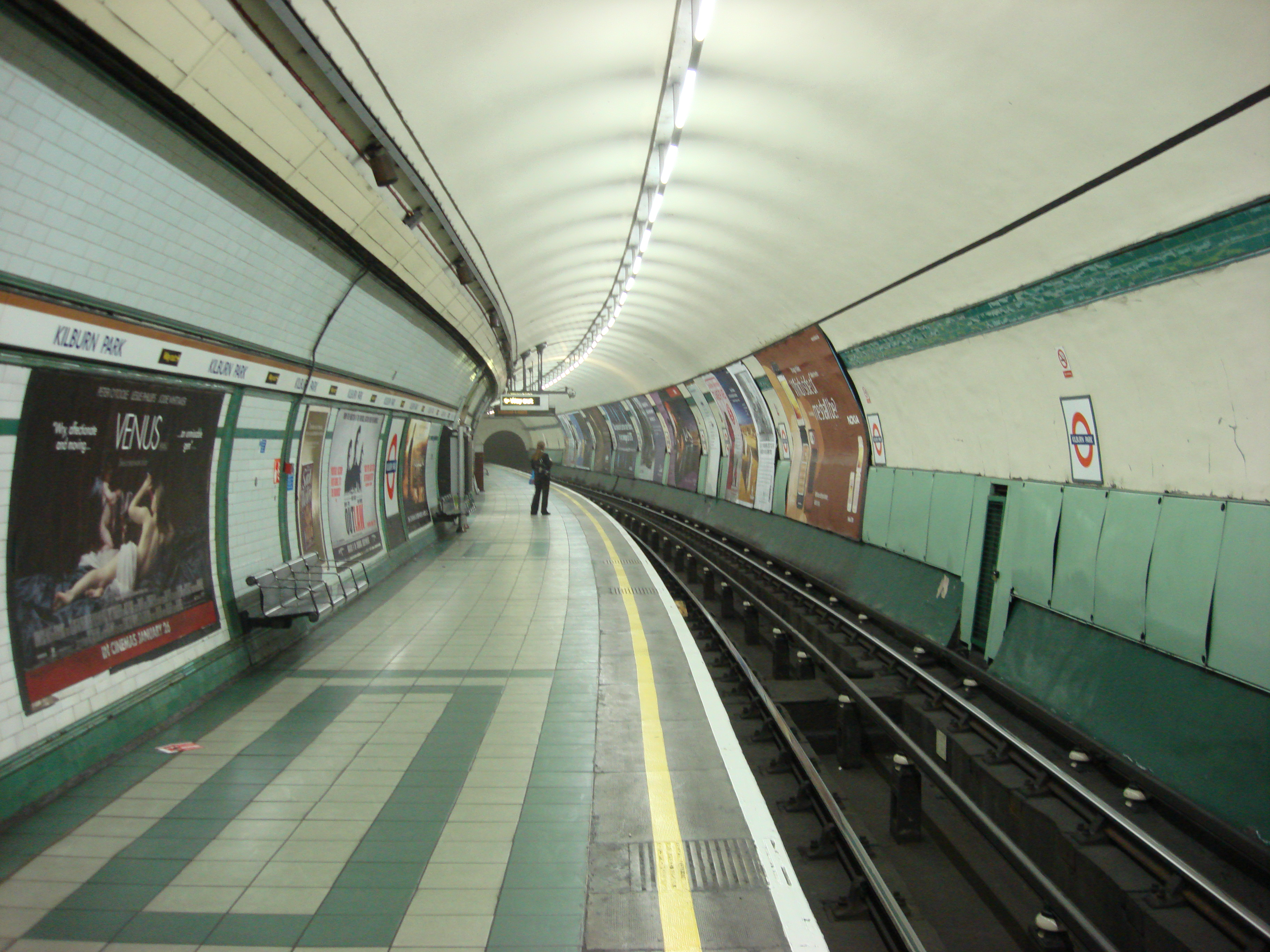
南行ホーム

## 隣の駅
ロンドン交通局
ロンドン地下鉄
■ベーカールー線
クイーンズ・パーク駅 - キルバーン・パーク駅 - メイダ・ヴェール駅